# Nygårds Sogn
Nygårds Sogn er et sogn i Glostrup Provsti (Helsingør Stift).
I 1966 blev Nygårdskirken indviet som filialkirke til Brøndbyøster Kirke. I 1972 blev Nygårdskirken kirkedistrikt med eget menighedsråd dannet i den nordlige ende af Brøndbyøster Sogn, som havde hørt til Smørum Herred i Københavns Amt. Brøndbyøster-Brøndbyvester sognekommune inkl. kirkedistriktet dannede ved kommunalreformen i 1970 Brøndby Kommune.
Nygårdskirken Kirkedistrikt blev i 1979 udskilt som det selvstændige Nygårds Sogn.
I sognet findes følgende autoriserede stednavne:
- Brøndbyøster (bebyggelse, ejerlav)